# ドーバー郡区 (アーカンソー州ポープ郡)
ドーバー郡区（ドーバーぐんく、英語: Dover Township）は、アメリカ合衆国アーカンソー州ポープ郡にある19の郡区の一つである。2000年の国勢調査で、人口は5,277人だった。

## 地理
アメリカ合衆国国勢調査局によると、ドーバー郡区の面積は116平方キロメートル（44.7平方マイル）である。陸地は115 平方キロメートル（44.3平方マイル）を占め、残りの1.0平方キロメートル（0.4平方マイル）は水域である。